# Tồn tại và hư vô
Tồn tại và hư vô (tiếng Pháp: L'Être et le Néant) là một tác phẩm lớn, hơn 700 trang sách, của Jean-Paul Sartre, một trong những nhà triết học hàng đầu của Pháp thế kỷ 20, một trong những người sáng lập ra Chủ nghĩa hiện sinh. Lúc L'Être et le Néant ra đời (1943), chẳng mấy người hiểu nó. Năm 1947, Francis Jeanson đã viết cuốn Sartre par lui-même (Sartre, do chính Sartre) tái bản dưới tựa Le problème moral et la pensée de Sartre (Vấn đề luân lý và tư tưởng của Sartre), giới thiệu, trình bày lại chính xác, mạch lạc, dễ hiểu triết lý của Sartre và những vấn đề luân lý nó đặt ra. Trong Lời đề tựa cho quyển sách này, Sartre công nhận: Jeanson đã trình bày trung thành triết lý của mình và, trên cơ sở đó, nêu những đề tài suy ngẫm Sartre đang nêu cho chính mình.
Trong L'Être et le Néant, dựa vào một số nhận xét, khái niệm cơ bản, Sartre phân tích, định nghĩa lại rất nhiều khái niệm của triết học, của đời sống hàng ngày: Thực thể, Hư vô, khách quan, chủ quan, khả năng hỏi, sự giả dối với chính mình, sự thực, sự thành thực, mình, thời gian, lượng và chất, kiến thức, thể xác, tình yêu, ngôn ngữ, nhu cầu hành hạ mình, sự thèm muốn xác thịt, sự thù hận, nhu cầu tra tấn người khác, tự do,...
Trong L'Être et le Néant có câu văn trứ danh La liberté, c'est l'angoisse du choix (Tự do, chính là khắc khoải lựa chọn): khắc khoải không do mình sợ lựa chọn đúng hay sai và do đó có thể không đạt điều mình muốn, mà do mình sợ tự do của chính mình: không có lý do nào khiến mình phải lựa chọn tương lai này hay tương lai khác, chính mình tạo lý do đó và mình thừa biết lý do đó không đầy đủ để giải thích lựa chọn của mình. Trước vực thẳm, mình phải lựa chọn giữa hai khả năng của chính mình: bổ đầu xuống đó hay ngoảnh mặt, đi chỗ khác. Hai lựa chọn đó đều không tất yếu, đều "vô lý".
Đây là công trình triết học chính của J.P. Sartre, đã trở thành thánh kinh với lớp trẻ trí thức Pháp. Trọng tâm triết lý của Sartre trong toàn bộ sáng tác là con người tự do đánh giá ý nghĩa cuộc đời mình, tự chịu trách nhiệm về những hành động của mình. Tồn tại và hư vô là sự tổng hợp quan điểm chính của Sartre về cuộc sống.